# مارشال الرايخ
مارشال الرايخ أو مشير الإمبراطورية (بالألمانية: Reichsmarschall) هو أعلى رتبة في فيرماخت بألمانيا النازية خلال الحرب العالمية الثانية.

## التاريخ
تم إنشاء رتبة مارشال الرايخ في الأصل قبل القرن الثاني عشر، خلال فترة الإمبراطورية الرومانية المقدسة. خلال عصر الإمبراطورية الألمانية والحرب العالمية الأولى، لم يحتل أحد في الجيش الألماني هذه الرتبة.
خلال الحرب العالمية الثانية، كان هيرمان جورينج، القائد الأعلى للوفتفافه، الرجل الوحيد الذي ارتقى إلى لرتبة مارشال الرايخ.  تمت ترقيته من قبل أدولف هتلر، الذي أعلن عن نفسه أول جندي للإمبراطورية الألمانية والقائد الأعلى لها، خلال احتفال المشير الميداني عام 1940 في 19 يوليو، في المقام الأول لجعل جورينج كبيرًا لقادة الفيرماخت الآخرين الذين الحاصلين على رتبة الجنرال فيلدمارشت في ذلك اليوم، وتأكيد موقعه كخليفة لهتلر.
ومع ذلك، في 23 أبريل 1945، عندما اقترح جورينج غلى هتلر أن يتولى قيادة الرايخ الثالث المتداعي، أعفى هتلر جورينغ من واجباته وعين خليفةً جديداً له هو الأدميرال كارل دونيتز. تم تعيين دونيتز في يوم أو قبل يوم واحد من انتحار هتلر (30 أبريل 1945)، ولكن لم يتم إخطار مارتن بورمان وجوزيف غوبلز حتى 1 مايو 1945. 

## المعايير الرسمية
- معيار الرايخ مارشال من 1940 إلى 1941 (الجانب الأيسر)
- معيار الرايخ مارشال من 1940 إلى 1941 (الجانب الأيمن)
- معيار الرايخ مارشال من 1941 إلى 1945 (الجانب الأيسر)
- معيار الرايخ مارشال من 1941 إلى 1945 (الجانب الأيمن)

## شارة الرتبة
- لوحات الكتف
- شارة طوق